# NGC 2046
NGC 2046 ist ein offener Sternhaufen in der Großen Magellanschen Wolke im Sternbild Mensa. Der Sternhaufen wurde am 11. November 1836 von dem Astronomen John Herschel entdeckt.